# Hajmás
Hajmás is een plaats (község) en gemeente in het Hongaarse comitaat Somogy. Hajmás telt 263 inwoners (2001).